# Urædd Fotballklubb
Lo Urædd Fotballklubb è una società calcistica norvegese con sede nella città di Porsgrunn. Milita nella 3. divisjon, quarto livello del campionato norvegese.

## Storia
Il club fu fondato il 25 aprile 1894 come Porsgrunds Fotball Klubb, diventando così uno dei più antichi del calcio norvegese. Il nome Urædd fu introdotto soltanto nel 1905. La squadra fu due volte finalista della Norgesmesterskapet: nel 1904 e nel 1911. L'Urædd giocò nella massima divisione norvegese per tre stagioni: nel 1937-1938, nel 1938-1939 e nel 1947-1948. Giocò nel secondo livello, invece, fino al 1951. Da quel momento, il club militò soltanto nelle serie inferiori del calcio norvegese.

## Palmarès

### Competizioni nazionali
- 4. divisjon: 1

2017

### Altri piazzamenti
- Coppa di Norvegia:

Finalista: 1904, 1911
Semifinalista: 1926
- 4. divisjon:

Secondo posto: 2016